# 飛島建設
飛島建設株式会社（とびしまけんせつ）は日本の建設会社。本稿では、持株会社である飛島ホールディングス株式会社（とびしまホールディングス）に関しても記述する。

## 概要
トンネル工事を中心とした土木主体の企業で「青函トンネル」「八甲田トンネル」「安房トンネル」「飛驒トンネル」などの難工事を完工している。1990年代は準大手ゼネコンほどの規模を誇っていたが、建設不況のあおりを受けて現在は中堅ゼネコンクラスの売上高である。中堅ゼネコンとして落ち着いた今でも、リニア中央新幹線の伊那山地トンネルや南アルプストンネル工事のJVにサブとして参画しており、建設技術は高いことがうかがえる。ダム建設に強みを発揮していた以前は「水力のトビシマ」の異名を取り、阪神淡路大震災以降は「防災のトビシマ」として、防災技術の面から企業変革を図っている。JPX日経中小型株指数の構成銘柄の1つ。
なお、熊谷組と前田建設工業は飛島組（現在の飛島建設）から独立した企業である。

## 沿革
- 1883年 - 飛嶋文次郎が福井に飛島組を創業。
- 1916年 - 文次郎の長男・飛嶋文吉が資本金を元に株式会社として飛島組を設立[2]。
- 1919年1月8日 - 前田事務所（現在の前田建設工業）を傘下企業として分社。
- 1938年 - 熊谷組が分離独立。
- 1940年 - 本社を福井から東京（麹町）へ移転。
- 1947年 - 飛島組を解散し、飛島土木を設立。
- 1961年 - 東京証券取引所一部に上場。
- 1965年 - 飛島建設に改称。
- 1983年 - 麹町から三番町へ本社を移転。
- 2003年5月19日 - 2005年4月をもって熊谷組との経営統合を発表。
- 2004年11月15日 - 熊谷組との経営統合白紙化を発表。理由は統合後の業績回復が見込めない事による。
- 2011年 - 千代田区三番町から現在のかながわサイエンスパーク内へ本社を移転。
- 2016年3月 - 優先株式の消却完了[3]。
- 2017年2月 - 本社を東京都港区へ移転。
- 2024年
  - 9月 - 東京証券取引所プライム市場上場廃止。
  - 10月 - 株式移転により設立された飛島ホールディングス株式会社が、飛島建設に代わって東京証券取引所プライム市場に上場[4]。

## 主な施工実績
国内建築
- 東京都立大学（南大沢キャンパス）
- 岐阜大学（医系総合研究棟）
- 佐賀大学（海洋エネルギー研究センター）
- 日本大学生産工学部津田沼校舎
- 九州大学(伊都キャンパス)
- 後楽園球場
- 福井県立音楽堂
- ヤマハスタジアム（ジュビロ磐田スタジアム）
- 宮崎県総合運動公園硬式野球場（サンマリンスタジアム宮崎）
- ワコール新京都ビル
- ワコール本社ビル
- 石ノ森漫画館
- 松井秀喜ベースボールミュージアム
- かながわサイエンスパーク
- 国立オリンピック記念青少年センター
- 福井新聞社社屋
- 西之表市庁舎
- 福井第二地方合同庁舎
- 道の駅おおとう桜街道
- つま恋ミュージックガーデン
- 帆船ミュージアム
- 宮崎県立芸術劇場
- 川口総合文化センター
- UR都市機構札幌北二十四条市街地住宅及び札幌市北区役所別館（耐震改修）
- UR都市機構札幌菊水市街地住宅及び札幌市菊寿園（耐震改修）
- 仙台市役所本庁舎及び議事堂（耐震改修）
- 高槻市役所本館（耐震改修）

国内土木
- 笹子トンネル[注 1]
- 飛驒トンネル
- 権兵衛トンネル
- 安房トンネル
- 雁坂トンネル有料道路
- 東京湾アクアライン
- 青函トンネル
- 関越トンネル
- 九州新幹線玉名トンネル
- 八甲田トンネル
- 上越トンネル榛名トンネル
- 東京湾横断道路アクアライン
- 東京国際空港（沖合展開事業）
- スポーツランドSUGO（造成）
- 静岡県富士水泳場
- 浦山ダム
- 水内ダム
- 落合ダム
- 雨竜第1ダム
- 金出地ダム
- 中岳ダム
- 日吉ダム
- 寒河江ダム
- 新内海ダム
- 辰巳ダム
- 横川ダム
- 摺上川ダム
- 津川ダム
- 長谷ダム
- 蓮ダム
- 青蓮寺ダム
- 高山祭ミュージアム

海外建築
- ブルネイ財務省ビル[5]
- ブルネイ大学
- ブルネイ母子病院
- ブルネイ公安庁ビル
- ブルネイ大蔵省造幣局
- ブルネイ国際銀行
- ブルネイ国立競技場
- ブルネイジュドンモスク